# Megabyas
Genre
Megabyas est un genre monotypique de passereaux de la famille des Vangidae. Il comprend une seule espèce de bias.

## Répartition
Ce genre se trouve à l'état naturel dans le centre et l'Ouest de l'Afrique.

## Liste des espèces
Selon la classification de référence du Congrès ornithologique international (version 8.2, 2018) :
- Megabyas flammulatus Verreaux, J & Verreaux, E, 1855 — Bias écorcheur, Bias flamboyant, Gobemouche à gros bec, Gobemouche écorcheur
  - Megabyas flammulatus aequatorialis Jackson, 1904
  - Megabyas flammulatus flammulatus Verreaux, J & Verreaux, E, 1855

## Taxonomie
Ce genre appartenait auparavant à la famille des Platysteiridae. En 2018, le congrès ornithologique international a décidé de le rattacher à la famille des Vangidae.